# Lucius Cornelius Lentulus (consul en -199)
Pour les articles homonymes, voir Lucius Cornelius Lentulus.
Lucius Cornelius Lentulus est un homme politique romain au tournant des IIIe siècle av. J.-C. et IIe siècle av. J.-C.

## Biographie
Membre de la branche des Lentuli, de la gens patricienne des Cornelii, il est le second fils de Lucius Cornelius Lentulus Caudinus, consul en 237 av. J.-C., et le frère de Cnaeus Cornelius Lentulus (consul en 201 av. J.-C.).
En 211 av. J.-C., il est propréteur en Sardaigne.
Il succède à Scipion l'Africain en tant que proconsul d'Espagne. Lors de son retour à Rome en 200 av. J.-C., on lui refuse un triomphe.
En 199 av. J.-C., il est consul. Il meurt en 173 av. J.-C.,